# FM4
Pour les articles homonymes, voir FM4 (homonymie).
Ne doit pas être confondu avec 4FM.
FM4 est une station de radio généraliste autrichienne, appartenant au groupe public Österreichischer Rundfunk (ORF).
Elle vise principalement un jeune public, en diffusant du rock alternatif et de la musique électronique. La programmation de FM4 est également remarquable en diffusant en grande partie dans la langue anglaise.